# Dóra Bodonyi
Dóra Bodonyi (Szarvas, 7 de noviembre de 1993) es una deportista húngara que compite en piragüismo en la modalidad de aguas tranquilas.
Participó en los Juegos Olímpicos de Tokio 2020, obteniendo dos medallas, oro en K4 500 m y bronce en K2 500 m. En los Juegos Europeos de Minsk 2019 obtuvo una medalla de plata en la prueba de K1 5000 m.
Ganó seis medallas en el Campeonato Mundial de Piragüismo entre los años 2015 y 2019, y siete medallas en el Campeonato Europeo de Piragüismo entre los años 2016 y 2021.

## Palmarés internacional
| Juegos Olímpicos   | Juegos Olímpicos            | Juegos Olímpicos  | Juegos Olímpicos |
| Año                | Lugar                       | Medalla           | Competición      |
| ------------------ | --------------------------- | ----------------- | ---------------- |
| 2020               | Tokio (Japón)               | Medalla de oro    | K4 500 m         |
| 2020               | Tokio (Japón)               | Medalla de bronce | K2 500 m         |
| Campeonato Mundial |                             |                   |                  |
| Año                | Lugar                       | Medalla           | Competición      |
| 2015               | Milán (Italia)              | Medalla de bronce | K2 1000 m        |
| 2017               | Račice (República Checa)    | Medalla de oro    | K1 5000 m        |
| 2018               | Montemor-o-Velho (Portugal) | Medalla de oro    | K1 1000 m        |
| 2018               | Montemor-o-Velho (Portugal) | Medalla de oro    | K4 500 m         |
| 2019               | Szeged (Hungría)            | Medalla de oro    | K4 500 m         |
| 2019               | Szeged (Hungría)            | Medalla de oro    | K1 5000 m        |
| Juegos Europeos    |                             |                   |                  |
| Año                | Lugar                       | Medalla           | Competición      |
| 2019               | Minsk (Bielorrusia)         | Medalla de plata  | K1 5000 m        |
| Campeonato Europeo |                             |                   |                  |
| Año                | Lugar                       | Medalla           | Competición      |
| 2016               | Moscú (Rusia)               | Medalla de plata  | K1 5000 m        |
| 2017               | Plovdiv (Bulgaria)          | Medalla de oro    | K1 1000 m        |
| 2017               | Plovdiv (Bulgaria)          | Medalla de oro    | K1 5000 m        |
| 2018               | Belgrado (Serbia)           | Medalla de oro    | K4 500 m         |
| 2021               | Poznań (Polonia)            | Medalla de oro    | K2 500 m         |
| 2021               | Poznań (Polonia)            | Medalla de oro    | K4 500 m         |
| 2021               | Poznań (Polonia)            | Medalla de oro    | K1 5000 m        |